# Champagne... e fagioli
Champagne... e fagioli è un film italiano del 1980 diretto da Oscar Brazzi.

## Trama
Il conte Cellini un nobile caduto in disgrazia e il proprio maggiordomo incontrano a Firenze una povera ragazza straniera perseguitata da un boss della malavita. Il conte si innamora della ragazza, ma nasconde i suoi sentimenti data la differenza di età. Quando la ragazza si innamora di un nobile fiorentino, il conte e il suo maggiordomo provvedono alla sua dote architettando un falso furto ai danni del mafioso.